# 왕령모
왕령모(王令謀, ? ~ 937년 10월 10일)는 중국 오대십국 시대 오나라 섭정 서지고(훗날의 남당 열조 이변)의 측근이었다. 왕령모는 서지고의 측근으로서, 오나라 후기에 오나라의 재상을 지냈고, 서지고에게 제위를 넘겨받으라고 권하였으나, 서지고가 실제로 그렇게 해서 남당을 세우기 직전에 사망하였다.

## 생애

### 서지고의 막료로서
왕령모가 언제 어디서 태어났는지는 알려진 바 없다.
912년, 당시 서지고의 양부 서온은 오나라의 섭정이었다. 그 결과, 서지고는 승주(昇州, 지금의 장쑤성 난징시)자사가 되었고, 그는 자신의 주변에 유능한 인사들로 막료진을 만들었다. 왕령모는 언젠가 서지고의 손님이 되었고, 결국에는 그의 판관이 되었다. 왕령모는 추관(推官) 송제구・참군(參軍) 왕굉(王翃)과 함께, 그를 위한 핵심 참모가 되었다.
918년, 이 무렵 서온은 자신을 승주에 주둔시킨 이후, 오나라의 정치판을 원격 조종하고 있었고, 서지고는 윤주단련사(潤州團練使, 지금의 장쑤성 전장 시)로 있었으며, 동시에 서온의 친아들 서지훈이 오나라 수도 광릉에서 섭정 2세로 있었다. 그 해, 서지훈이 대장 주근에게 암살되었고 서온의 다른 친아들들은 모두 어려서, 서온은 서지고를 광릉에서 섭정 2세로 대신하게 하였다. 그때 왕령모는 양주좌사마(揚州左司馬, 지금의 장쑤성 양저우 시의 군사 지휘관 중의 한 사람)가 되었던 것으로 보인다. 이듬해인 919년, 당시 재위 중이었던 오왕 양융연이 서온의 권고로 오나라 국왕의 존호를 쓸 때, 왕령모는 내추밀사(內樞密使)가 되었다.
927년, 서온이 사망하였다. 서지고는 이후 의제 서지순과 권력 다툼을 시작하였다. 서지고는 광릉에서 궁정 분야를 장악하였으나, 그때 서지순이 승주에서 오나라의 대군을 장악하였기 때문이었다. 왕령모는 서지고에게 전략들을 제공하였고, 서지순은 어리고 다른 관원들과의 대인관계를 경영하는 데 무능해서 서지순에 관해서는 걱정할 필요가 없다는 점을 그에게 지적하였다. 얼마 안 가서, 서지고는 서지순을 속여 많은 혐의들에 대해 자신을 변호한다는 명목으로 광릉으로 오게 할 수 있었다. 서지고는 서지순을 구금하여 그의 군대를 접수하였고, 섭정으로서의 자기 지위를 위한 서지순의 도전은 끝났다.

### 재상으로서
서지고가 서지순을 이긴 직후, 왕령모는 동중서문하평장사(同中書門下平章事)의 직함에 제수되면서, 재상이 되었다. 931년, 서지고가 광릉을 떠나 금릉(승주의 후신)에 자리잡을 때, 그는 자신의 아들 서경통을 광릉에 남겨 섭정 2세로 일하게 하였다. 그 무렵, 왕령모는 상서우복야(尙書右僕射, 상서성의 장관 중 하나) 겸 문하시랑(門下侍郞, 문하성의 차관)에 임명되어 송제구와 함께 재상으로 계속 근무하였다.
934년, 왕령모는 사도(司徒, 삼공의 하나)의 직함과 충무군 절도사(忠武軍節度使, 본부는 지금의 허난성 쉬창 시)에 추가로 제수되었다. (후자의 직함은 충무군이 당시 오나라의 북서쪽 이웃 나라인 후당의 영토였기 때문에, 완전한 명예직이었다.)
937년, 왕령모는 서지고(그는 그 무렵 서고로 개명하고 제왕(齊王)에 봉해져 있었다)에게 당시의 오나라 황제 양부에게서 제위를 선양받을 것을 권하기 위해 직접 금릉으로 갔다. 서고는, 그때는 그렇게 하지 않았다. 그 무렵, 왕령모 본인은 병이 들고 나이도 늙어서 치아도 없었다고 서술되어 있다. 어떤 사람이 그에게 은퇴를 권하자, 왕령모는 말하였다. "제왕을 위한 대사업은 아직 끝나지 않았다. 나 자신이 어떻게 쉴 수 있단 말인가?" 그는 다시 서고에게 선양받을 것을 권하는 진정서를 썼다. 서고는 양부로 하여금, 자신에게 제위를 양보하라는 칙명을 내리라고 권한 것으로 보이며, 일단의 오나라 고위 관원들이 그에게 제위에 오를 것을 권하러 광릉에서 금릉으로 갔다. 하지만, 왕령모는 서고가 선양받기 전에 사망하였다.

## 주해, 출전 및 참고 자료
1. 1 2  《자치통감》, 권281.
2. ↑  대만 중앙연구원 중국력(中國曆) ↔ 서력(西曆) 변환기
3. 1 2 3  《십국춘추》, 권10.
4. 1 2  《자치통감》, 권268.
5. ↑  《자치통감》, 권270.
6. ↑  《자치통감》, 권276.
7. ↑  《자치통감》, 권277.

- 《십국춘추》, 권10.
- 《자치통감》, 권268・270・276・277・281.